# Cordylanthus palmatus
Cordylanthus palmatus là loài thực vật có hoa thuộc họ Cỏ chổi. Loài này được (Ferris) J.F.Macbr. mô tả khoa học đầu tiên năm 1919.

## Hình ảnh

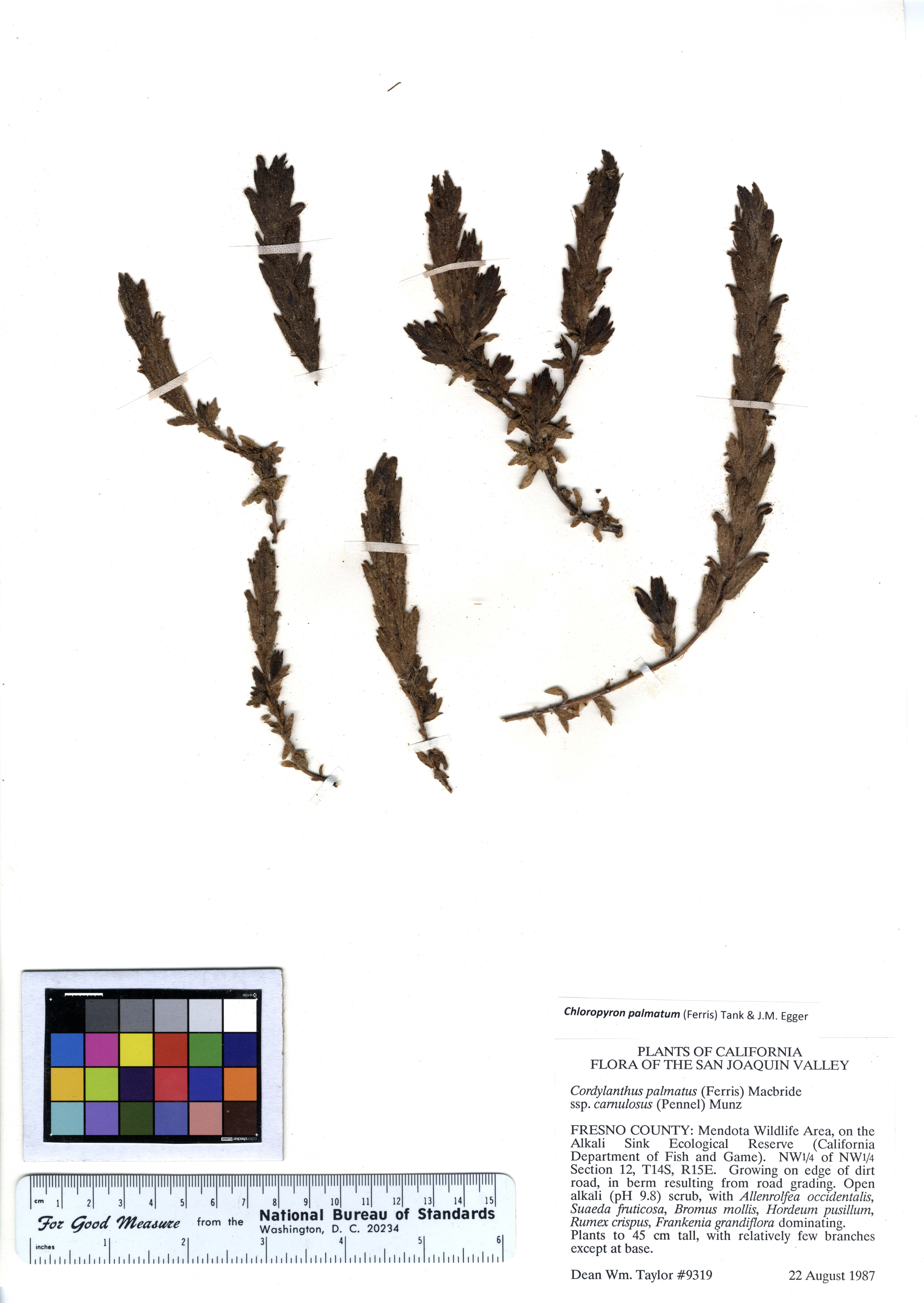